# Oztira
Oztira là một chi nhện trong họ Amaurobiidae. Chúng được G. A. Milledge mô tả năm 2011.

## Các loài
Tính đến  tháng 4 năm 2019 it contains four species:
- Oztira affinis (Hickman, 1981) – Australia (Tasmania)
- Oztira aquilonaria (Davies, 1986) – Australia (Queensland)
- Oztira kroombit Milledge, 2011 – Australia (Queensland)
- Oztira summa (Davies, 1986) – Australia (Queensland)